# Ahí está el detalle
Ahí está el detalle es una película de comedia de enredos mexicana de 1940 escrita y dirigida por Juan Bustillo Oro, y protagonizada por Mario Moreno «Cantinflas», Joaquín Pardavé, Sara García, Sofía Álvarez y Dolores Camarillo. Esta fue la duodécima película en la carrera de Cantinflas, considerada una de sus mejores por la crítica cinematográfica mexicana, así como una de las mejores películas de la Época de oro del cine mexicano. 

## Argumento
Cantinflas va a casa de su novia, Paz (Dolores Camarillo) quien trabaja como sirvienta en una mansión, a cenar gratuitamente, como lo ha hecho durante mucho tiempo. Mientras espera, otro hombre también llega para entrar en la casa, y deja caer su cartera en el proceso, que Cantinflas recoge cuando entra a la casa. Tras entrar, sin embargo, Cantinflas esta vez tiene que ganarse la cena: Paz le pide que mate al perro de la familia, que está enfermo de rabia. Al ver su vacilación, Paz se mantiene firme: si no mata al perro, no puede comer. Cantinflas está nervioso por la idea, pero finalmente mata al perro con una pistola.
El dueño de la casa, Cayetano Lastre (Joaquín Pardavé), sospecha de la infidelidad de su mujer, Dolores del Paso (Sofía Álvarez), y prepara una inesperada llegada a su casa, con policías como testigos, para poder divorciarse. Durante la ausencia del marido, Dolores deja entrar a la casa al individuo que ha estado rondando el exterior: su exnovio de juventud, Bobby Lechuga, un estafador que planea chantajearla a cambio de no mostrar unas cartas sin fecha a su marido que le hagan creer de su infidelidad. Dolores quiere recuperar las cartas, pero el chantajista no se conforma con dinero para hacerlo, buscando renovar su relación con ella. Cuando suben a la recámara, llega Cayetano, en compañía de la policía. Al mismo tiempo, la sirvienta se asusta por la súbita llegada del dueño de la casa, y esconde a Cantinflas en un armario. Cayetano y la policía descubren a Cantinflas escondido en el armario, pero Dolores hace creer a su marido que Cantinflas es Leonardo del Paso, el hermano perdido de ella. Dado que su suegro (el padre de Dolores y Leonardo) necesitaba la presencia de todos los herederos para leer y distribuir su herencia, Cayetano (que tiene problemas de negocios últimamente) comienza a tratar a Cantinflas como un rey para ganarse su confianza y beneficiarse de la herencia de su suegro. Cantinflas aprovecha la situación.
Después de haber adoptado a Cantinflas como cuñado, Cayetano publica un anuncio en el periódico para reunir a los herederos y proceder al reparto de la fortuna de su suegro. Este anuncio hace que la concubina de Leonardo, Clotilde Regalado (Sara García) llegue a la casa de Cayetano con todos sus hijos, sin importarle que el supuesto Leonardo del Paso no sea el verdadero. Al saber de la situación civil irregular de Leonardo y su mujer, Cayetano pretende casarlos, pero Cantinflas se salva por la llegada de la policía, que se dispone a arrestarlo pues, al confundírsele con Leonardo, se le busca por el asesinato de Bobby. La confusión surge cuando Cantinflas admite haber matado a «Bobby» (el perro, no el gánster), exacerbado por el hecho de que la cartera de Bobby (que Cantinflas recogió al principio) es encontrada entre sus ropas, por lo que es arrestado y enjuiciado.
En una secuencia prolongada en la corte, Cantinflas nuevamente confiesa haber matado a «Bobby», el perro rabioso, pero como casi todos en la corte lo ven como Leonardo descaradamente confesando el asesinato de Bobby el estafador, inevitablemente se lo encuentra culpable y es condenado a la pena de muerte. Al final, se aclara todo el asunto cuando aparece entre el público asistente Leonardo del Paso, el verdadero hermano de Dolores, y explica sobre el chantaje de Bobby y que él mató al extorsionador en defensa propia. Cantinflas es completamente absuelto y vuelve a sus viejas travesuras, esperando afuera de la mansión de Cayetano por el silbido de Paz a la hora de la cena para luego entrar a la cocina a comer.

## Reparto
- Mario Moreno como Cantinflas/Falso Leonardo del Paso
- Joaquín Pardavé como Cayetano Lastre.
- Sara García como Clotilde Regalado.
- Sofía Álvarez como Dolores del Paso de Lastre.
- Dolores Camarillo como Paz.
- Manolo Noriega como Juez.
- Antonio R. Frausto como Abogado defensor.
- Agustín Isunza como Fiscal.
- Antonio Bravo como Bobby Lechuga, el Fox Terrier.
- Francisco Jambrina como Leonardo del Paso.
- Joaquín Coss como Magistrado.
- Eduardo Arozamena como Juez sordo.
- Rafael Icardo como Comisario.
- Alfredo Varela como Escribano (como Alfredo Varela Jr.)
- Ángel T. Sala como Inspector.
- Conchita Gentil Arcos como Loretito.
- Estanislao Schillinsky como Asistente del juez sordo (como Estanislao Schillinsky).
- Wilfrido Moreno
- Adolfo Bernáldez como Miembro del jurado.
- Narciso Busquets como Poncho, hijo de Leonardo (no acreditado).
- Enrique Carrillo como Policía (no acreditado).
- Fernando Curiel como Periodista (no acreditado).
- Leonor Gómez como Espectadora del juicio (no acreditada).
- Max Langler como Policía (no acreditado).

## Producción
La película se completó en solo tres semanas, con los únicos problemas siendo derivados de la improvisación de Cantinflas sobre lo que él consideraba un guion mal escrito. Cantinflas cambió el sentido del humor convencional del director Juan Bustillo Oro al presentarse tanto lingüísticamente como en su apariencia como un hombre de la gente común, en lugar de usar español de alta sociedad. La última escena de la película se basa en hechos reales relacionados con el juicio del criminal mexicano Álvaro Chapa en 1925, que inspiró la forma de hablar de Cantinflas en esta película, también conocida como «cantinfleada».

## Reconocimiento
La película ocupa el lugar número 10 en la lista de las 100 mejores películas del cine mexicano, publicada por la revista Somos, en julio de 1994.

## Adaptaciones
En 1950, la película tuvo una nueva versión como Vivillo desde chiquillo, protagonizada por Manolín y Shilinsky.